# 308-as busz
A 308-as busz a budapesti agglomerációban közlekedő helyközi körjárat. Csak egy irányban közlekedik: Újpest városkapu állomásról indulva, Dunakeszi óváros, Alag déli része, Fót Kisalag városrésze, Fótújfalu, a fóti Auchan, majd Rákospalota Öregfalu városrésze és az Újpesti lakótelepen keresztül érkezik vissza a kiindulási állomására. A járat együtt halad a 309-es busszal, ami tulajdonképpen kiegészítő járata a 308-asnak. A járat átszeli Fótot, így a 309-es, a 310-es és a 311-es buszokkal együtt jelentős hivatásforgalmat bonyolít le. A járat ellenkezőirányú forgalmát az előbb említett 310-es és 311-es járatok szolgálják ki. A 308-311-es járatcsalád elsődleges célja egyértelműen Dunakeszi és Fót összekötése a fővárossal és egymással, továbbá eljutási lehetőséget biztosít a fóti Auchanhoz. A legelső reggeli két busz a Dunakeszi Okmányiroda megállóból indul és az esti legutolsó néhány járat csak a fóti autóbusz-állomásig, az összes többi járat a teljes útvonalon végighalad. A fóti Auchan áruházhoz általában csak minden második járat tér be. Tanítási napokon kisegítő járatok is szoktak közlekedni a csúcsidőben. Szombaton és vasárnap kb. 10 perccel rövidebb a menetidő, mert kevesebb az utas. A viszonylaton csuklós autóbuszok teljesítenek szolgálatot. A MÁV Személyszállítási Zrt. járműflottájába tartozó összes csuklós busztípus előfordul. A járat a BB szakaszhatárig a Budapest Bérlettel igénybe vehető.
2009. június 16-án a váci forgalmi térségben is bevezették a budapesti agglomerációs forgalmi térségben alkalmazott egységes járatszámozásos rendszert. A 308-as járat korábban a 2010-es járatszámmal volt ellátva.

## Megállóhelyei
Az átszállási kapcsolatok között az azonos útvonalon, de Dunakeszin kitérővel közlekedő 309-es busz nincs feltüntetve.
| 0                                       | 0  | Budapest, Újpest-Városkapu (XIII. kerület) induló végállomás | |
| 3                                       | 3  | Budapest, Károlyi István utca                                | 104, 104A, 196, 204 300, 301, 302, 303, 305, 306, 310, 311, 312 |
| 4                                       | 4  | Budapest, Zsilip utca                                        | 104, 104A, 196, 204 300, 301, 302, 303, 305, 306, 310, 311, 312 |
| 6                                       | 6  | Budapest, Tungsram                                           | 96, 104, 104A, 204 300, 301, 302, 303, 305, 306, 310, 311, 312, 872, 880, 882, 883, 884, 889, 890, 893                                                                               |
| 8                                       | 8  | Budapest, Fóti út                                            | 96, 104, 104A, 204 300, 301, 302, 303, 305, 306, 310, 311, 312, 872, 880, 882, 883, 884, 889, 890, 893                                                                               |
| 9                                       | 9  | Budapest, Ungvári utca                                       | 104, 104A, 204 300, 301, 302, 303, 305, 306, 310, 311, 312 |
| 10                                      | 10 | Budapest, Bagaria utca                                       | 104, 104A, 204 300, 301, 302, 303, 305, 306, 310, 311, 312 |
| 11                                      | 11 | Budapest, Vízművek                                           | 104, 104A 300, 301, 302, 303, 310, 311 |
| 13                                      | 13 | Budapest, Székesdűlő                                         | 104, 104A 300, 301, 302, 303, 310, 311 |
| Budapest–Dunakeszi közigazgatási határa |    |                                                              | |
| 14                                      | 14 | Dunakeszi, Székesdűlő ipartelep                              | 104, 104A 300, 301, 302, 303, 310, 311 |
| 15                                      | 15 | Dunakeszi, Vízművek bejárati út                              | 300, 301, 302, 303, 310, 311 |
| 19                                      | 19 | Dunakeszi, okmányiroda                                       | 310, 311, 371 |
| 23                                      | 23 | Dunakeszi, Kossuth utca                                      | 310, 311, 324, 325, 371 S70 G70 |
| 26                                      | 26 | Dunakeszi, Szent Imre tér                                    | 310, 311 |
| 28                                      | 28 | Dunakeszi, Huszka Jenő utca                                  | 310, 311 |
| 29                                      | 29 | Dunakeszi, Széchenyi utca                                    | 310, 311 |
| Dunakeszi–Fót közigazgatási határa      |    |                                                              | |
| 32                                      | 32 | Fót, Kisalag, Kazinczy utca                                  | 310, 311 |
| 33                                      | 33 | Fót, Kisalag, Petőfi szobor                                  | 310, 311 |
| 35                                      | 35 | Fót, Kisalag, sportpálya                                     | 310, 311 |
| 37                                      | 37 | Fótújfalu, Csaba utca                                        | 310, 311 |
| 38                                      | 38 | Fótújfalu, Attila utca                                       | 310, 311 |
| 40                                      | 40 | Fót, autóbusz-állomás                                        | 310, 311, 326 |
| 42                                      | 42 | Fót, Dózsa György út                                         | 310, 313, 314, 315, 316, 318, 319, 326 |
| 44                                      | 44 | Fót, Kossuth út                                              | 310, 313, 314, 315, 316, 318, 319, 324, 325, 326, 371 |
| 46                                      | 46 | Fót, Gyermekváros (Benzinkút)                                | 310, 313, 314, 315, 316, 317, 318, 319, 320, 324, 325, 326, 371 |
| 47                                      | 47 | Fót, Munkácsy Mihály utca                                    | 310, 313, 314, 315, 316, 317, 318, 319, 324, 325, 326, 371 |
| 49                                      | 49 | Fót, Vízművek                                                | 310, 314, 315, 318, 319, 320 |
| 50                                      | 50 | Fót, FÓTLIGET                                                | 310, 314, 315, 319, 320 |
| 52                                      | 52 | Fót, Auchan-elágazás (Sikátorpuszta)                         | 310, 313, 314, 315, 316, 317, 318, 319, 320 |
| ∫                                       | 58 | Fót, Auchan áruház                                           | 310, 318, 319 |
| Fót–Budapest közigazgatási határa       |    |                                                              | |
| 55                                      | 62 | Budapest, Szántóföld utca                                    | 124 310, 313, 314, 315, 317, 318, 319, 320, 321 |
| 57                                      | 64 | Budapest, Juhos utca                                         | 5, 104, 104A, 204, 231, 231B 310, 313, 314, 315, 316, 317, 318, 319, 320, 321 |
| 59                                      | 66 | Budapest, Széchenyi tér                                      | 104, 104A, 125, 170, 204, 231, 231B 310, 313, 314, 315, 316, 317, 318, 319, 320, 321                                                                                                 |
| 62                                      | 69 | Budapest, Árpád Kórház                                       | 25, 104, 104A, 170, 196, 196A, 204, 270 310, 313, 314, 315, 316, 317, 318, 319, 320, 321                                                                                             |
| 65                                      | 72 | Budapest, Újpest-Központ                                     | 12, 14 25, 30, 30A, 104, 104A, 120, 147, 170, 196, 196A, 204, 220, 230, 270 310, 313, 314, 315, 316, 317, 318, 319, 320, 321                                                         |
| 67                                      | 74 | Budapest, Újpest-Városkapu (IV. kerület) érkező végállomás   | 104, 104A, 121, 122E, 196, 196A, 204 300, 302, 303, 305, 310, 312, 313, 314, 315, 316, 318, 319, 320, 321, 872, 880, 882, 883, 884, 889, 890, 893 1010, 1011, 1013, 1014 S72 Z72 S76 |